# Penestes
De penestes (Oudgrieks οἱ Πενέστης) zijn een bevolking van afhankelijke Thessaliërs waarvan het statuut vergelijkbaar is met dat van de Heloten van Sparta.

## Statuut
De traditie maakt van hen afstammelingen van de Achaeërs onderworpen aan de nieuwe inwijkelingen afkomstig uit Thesprotië. Archemachos (bewaard in Athenaeus, VI 264 ab.), een auteur van de 3e eeuw v.Chr., getuigt evenwel van zijn kant dat het gaat om Beotiërs:

«[Zij] leverden zich uit aan de Thessaliërs om als slaven te dienen door een overeenkomst die bepaalde dat de deze hier hen niet zouden wegvoeren buiten het [Thessalische] territorium en dat ze hen niet zouden doden, en dat zijzelf het territorium voor eigen profijt zouden cultiveren hen toelages gevend.»

De Thessalische gronden zijn rijk en uitgestrekt: de percelen grond zijn dus van een goede grootte. Het uitkeren van een vergoeding laat veronderstellen dat de penestes vrij beschikten over de rest en dat ze goederen konden bezitten. Aldus merkt Archemachos op dat vele van hen veel rijker zijn dan veel Thessaliërs. Sommige penestes, latreis genaamd, voeren huishoudelijke taken uit. Ze ontvangen in ruil hiervoor een salaris.
Dionysius van Halicarnassus maakt duidelijk (II 9.) dat ze geslagen worden wanneer ze weigeren te gehoorzamen en dat het de gewoonte is, dat ze behandeld worden als gekochte slaven. Ze schijnen met minder geweest te zijn dan vrije Thessaliërs.

## Voetnoot
1. ↑  Geciteerd door Y. Garlan, 1989, pp. 106–107.